# Трабер, Ларс
Ларс Трабер (нем. Lars Traber; род. 12 июня 2002, Роршах) — лихтенштейнский футболист швейцарского происхождения, защитник лихтенштейнского клуба «Вадуц».

## Карьера

### Клубная карьера
Трабер — воспитанник «Санкт-Галлена». Летом 2019 года Трабер перешёл в «Виль». В августе 2020 года Трабер расторг контракт с клубом по обоюдному согласию. В том же месяце перешёл в «Брюль», выступающий в лиге Промоушен.
13 июня 2022 года Трабер подписал контракт с лихтенштейнским клубом «Вадуц» на правах свободного агента.

### Международная карьера
Трабер имеет лихтенштейнские корни по бабушке, благодаря чему он получил паспорт Лихтенштейна в начале марта 2022 года. Вскоре после этого он был включен в состав сборной Лихтенштейна на товарищеские матчи против Кабо-Верде и Фарерских островов. Дебютировал в матче против Кабо-Верде.